# Antonio Maquilón
Antonio Maquilón (29 de novembro de 1902 - 20 de abril de 1984) foi um futebolista peruano. Ele competiu na Copa do Mundo FIFA de 1930, sediada no Uruguai, na qual a seleção de seu país terminou na décima colocação dentre os treze participantes.